# Marcel Allain
Marcel Allain (n. 1885, Paris – d. 1969) a fost un scriitor francez cunoscut prin crearea împreună cu Pierre Souvestre a personajului ficțional Fantômas, maestru al crimei.  
Fiu al unei familii burgheze pariziene, Allain a studiat dreptul înainte de a deveni jurnalist. El a devenit apoi asistentul lui Souvestre, care era deja o figură cunoscută în cercurile literare. În 1909, cei doi au publicat primul său roman, Le Rour. În acest roman apare judecătorul de instrucție Germain Fuselier, care va deveni ulterior personaj în seria Fantômas.
Apoi, în februarie 1911, Allain și Souvestre au început să scrie colecția de cărți Fantômas la cererea editorului Arthème Fayard, care dorea să realizeze un nou pulp magazine lunar. Succesul a venit imediat. 
După moartea lui Souvestre în februarie 1914, Allain a continuat singur să scrie cărți din seria Fantômas, lansând apoi și alte serii, precum Tigris, Fatala, Miss Téria și Férocias, dar niciuna dintre ele nu a beneficiat de aceeași popularitate cu Fantômas. 
În 1926, Allain s-a căsătorit cu fosta prietenă a lui Souvestre, Henriette Kistler. În total, Allain a scris mai mult de 400 romane în cariere sa prolifică.

## Cărți din seria Fantômas

### Cărți scrise de Souvestre și Allain
- 1. Fantômas (1911)
- 2. Juve contre Fantômas (1911)
- 3. Le Mort qui Tue (1911)
- 4. L'Agent Secret (1911)
- 5. Un Roi Prisonnier de Fantômas (1911)
- 6. Le Policier Apache (1911)
- 7. Le Pendu de Londres (1911)
- 8. La Fille de Fantômas (1911)
- 9. Le Fiacre de Nuit (1911)
- 10. La Main Coupée (1911)
- 11. L'Arrestation de Fantômas (1912)
- 13. La Livrée du Crime (1912)
- 14. La Mort de Juve (1912)
- 15. L'Evadée de Saint-Lazare (1912)
- 16. La Disparition de Fandor (1912)
- 17. Le Mariage de Fantômas (1912)
- 18. L'Assassin de Lady Beltham (1912)
- 19. La Guêpe Rouge (1912)
- 20. Les Souliers du Mort (1912)
- 21. Le Train Perdu (1912)
- 22. Les Amours d'un Prince (1912)
- 23. Le Bouquet Tragique (1912)
- 24. Le Jockey Masqué (1913)
- 25. Le Cercueil Vide (1913)
- 26. Le Faiseur de Reines (1913)
- 27. Le Cadavre Géant (1913)
- 28. Le Voleur d'Or (1913)
- 29. La Série Rouge (1913)
- 30. L'Hôtel du Crime (1913)
- 31. La Cravate de Chanvre (1913)
- 32. La Fin de Fantômas (1913)

### Cărți scrie doar de Allain
- 33. Fantômas est-il ressuscité? (1925)
- 34. Fantômas, Roi des Recéleurs (1926)
- 35. Fantômas en Danger (1926)
- 36. Fantômas prend sa Revanche (1926)
- 37. Fantômas Attaque Fandor (1926)
- 38. Si c'était Fantômas? (1933)
- 39. Oui, c'est Fantômas!  (1934)
- 40. Fantômas Joue et Gagne (1935)
- 41. Fantômas Rencontre l'Amour (1946)
- 42. Fantômas Vole des Blondes (1948)
- 43. Fantômas Mène le Bal (1963)